# Dolînivți, Krasîliv
Dolînivți (în ucraineană Долинівці) este un sat în comuna Velîka Salîha din raionul Krasîliv, regiunea Hmelnîțkîi, Ucraina.

## Demografie
Componența lingvistică a localității Dolînivți
     Ucraineană (98,8%)
     Rusă (1,2%)
Conform recensământului din 2001, majoritatea populației localității Dolînivți era vorbitoare de ucraineană (98,8%), existând în minoritate și vorbitori de rusă (1,2%).